# Yousef Abu Jalboush
Yousef Abu Jalboush, né le 15 juin 1998 à Amman en Jordanie, parfois connu sous le nom de Saysa, est un footballeur international jordanien. Il joue comme attaquant à Al-Hussein.

## Biographie

### En club
En 2019, alors qu'il évolue avec Al-Faisaly, il subit une rupture du ligament collatéral et une déchirure partielle du ligament croisé.

### En équipe nationale
Il est appelé pour la première fois avec la Jordanie lors d'un match amical qui se solde par une victoire 2-0 contre le Tadjikistan le 1er février 2021. Il est appelé en équipe nationale pour la Coupe d'Asie des nations 2023.

### Vie privée
Abu Jalboush reçoit le surnom de Sissa dans son enfance, en référence à son père, qui était surnommé « Abu Sissa » par ses amis.

## Palmarès
Al-Faisaly
- Ligue professionnelle de Jordanie : 2018-19, 2022
- Coupe de la Fédération de Jordanie : 2018-19, 2021
- Coupe du bouclier de Jordanie : 2022, 2023
- Super Coupe de Jordanie : 2017, 2020